# 1864 in Zwitserland
Dit artikel beschrijft het verloop van 1864 in Zwitserland.

## Ambtsbekleders
De Bondsraad was in 1864 samengesteld als volgt:
| Naam | Naam                         | Partij    | Kanton       | Functie                                                                      |
| ---- | ---------------------------- | --------- | ------------ | ---------------------------------------------------------------------------- |
|      | Jakob Dubs                   | radicalen | Zürich       | Bondspresident in 1864; hoofd van het Departement van Politieke Zaken        |
|      | Karl Schenk                  | radicalen | Bern         | Vicebondspresident in 1864; hoofd van het Departement van Binnenlandse Zaken |
|      | Constant Fornerod            | radicalen | Vaud         | Hoofd van het Departement van Militaire Zaken                                |
|      | Friedrich Frey-Herosé        | radicalen | Aargau       | Hoofd van het Departement van Handel en Douane                               |
|      | Melchior Josef Martin Knüsel | radicalen | Luzern       | Hoofd van het Departement van Justitie en Politie                            |
|      | Wilhelm Matthias Naeff       | radicalen | Sankt Gallen | Hoofd van het Departement van Posterijen                                     |
|      | Giovanni Battista Pioda      | radicalen | Ticino       | Hoofd van het Departement van Binnenlandse Zaken (tot 26 januari 1864)       |
|      | Jean-Jacques Challet-Venel   | radicalen | Genève       | Hoofd van het Departement van Financiën (vanaf 12 juli 1864)                 |

De Bondsvergadering werd voorgezeten door:
| Naam | Naam           | Partij              | Kanton | Functie                                                            |
| ---- | -------------- | ------------------- | ------ | ------------------------------------------------------------------ |
|      | Gottlieb Jäger | gematigde liberalen | Aargau | Voorzitter van de Nationale Raad (van 4 juli tot 17 december 1864) |
|      | Jules Roguin   | gematigde liberalen | Vaud   | Voorzitter van de Kantonsraad (van 4 juli tot 17 december 1864)    |

## Gebeurtenissen

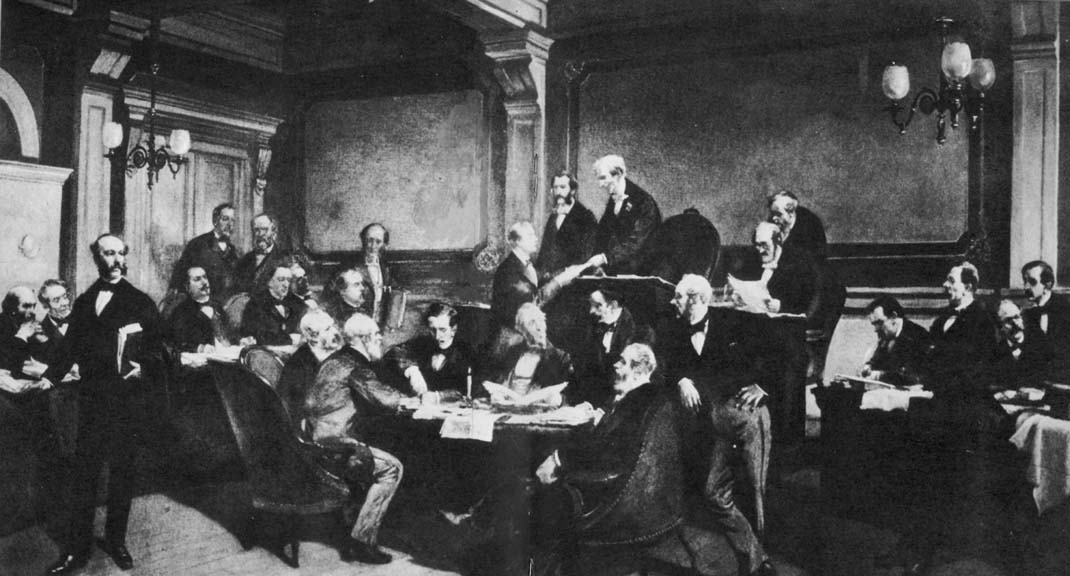
Ondertekening van de Eerste Conventie van Genève op 22 augustus 1864.

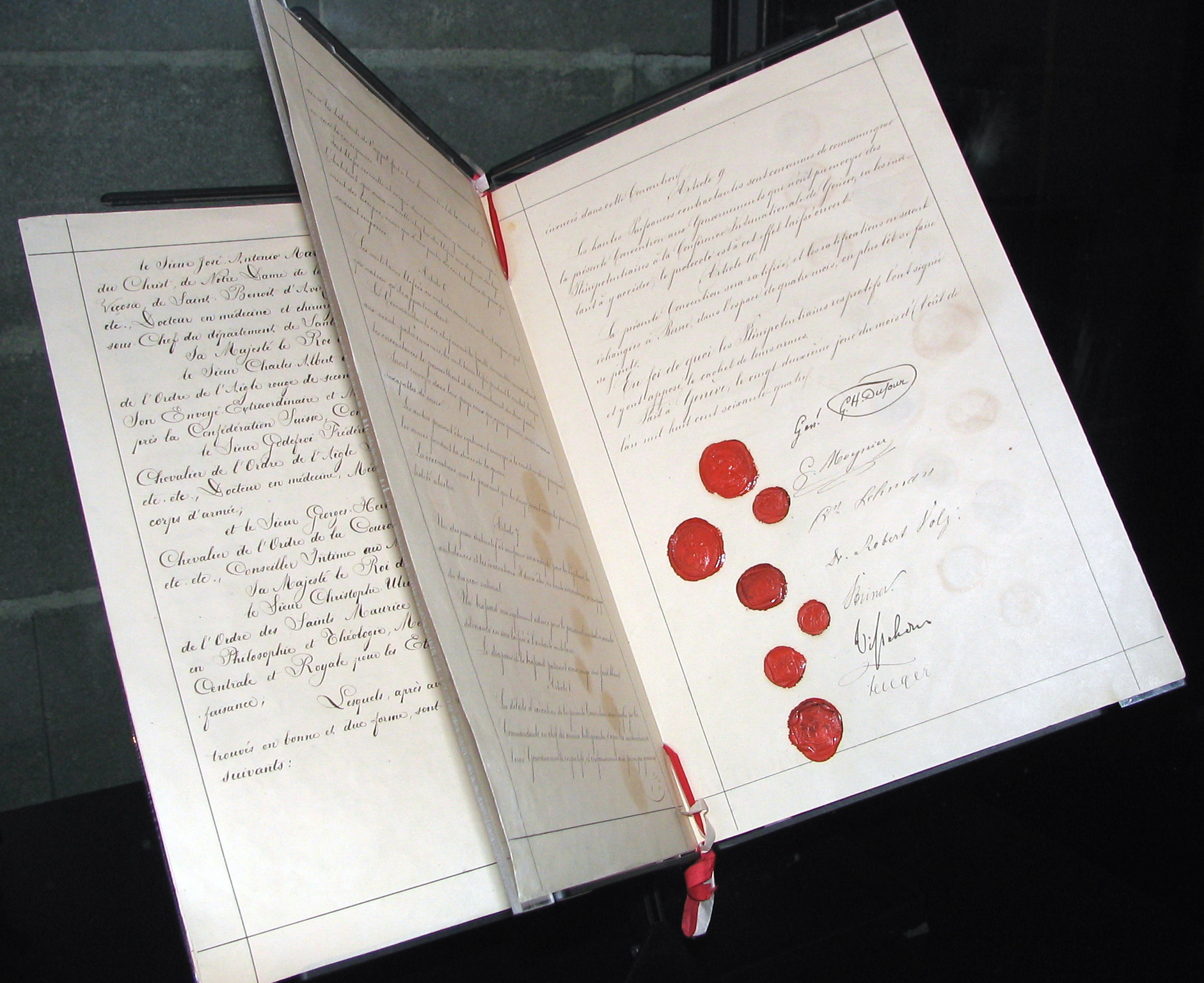
Het origineel exemplaar van de Eerste Conventie van Genève.

- De Kantonnale Bank van Basel-Landschaft wordt opgericht.

### Januari
- 26 januari: Giovanni Battista Pioda uit het kanton Ticino neemt ontslag uit de Bondsraad. Hiermee verdwijnt de enige vertegenwoordiger van Ticino en Italiaanstalig Zwitserland uit de federale regering. Het zou 47 jaar duren tot in 1911 de Italiaanstaligen met Giuseppe Motta opnieuw in de Bondsraad zouden zijn vertegenwoordigd.

### Februari
- 12 februari: Op het Bodenmeer komt het tot een aanvaring tussen twee stoomboten. De boot Jura zinkt, waarbij één matroos het leven laat. De overige opvarenden konden zich redden door over te stappen op de Zürich.

### April
- 2 april: De eerste stoomboot op het Meer van Thun, de Bellevue, komt tot zinken nabij Oberhofen am Thunersee. Hierbij komt een opvarende om het leven.

### Mei
- 27 mei: In Genève wordt het Calvinium of de salle de la Réformation ingehuldigd, exact op de driehonderdste verjaardag van het overlijden van Johannes Calvijn in de stad in 1564.

### Juni
- 1 juni: De spoorlijn tussen Zürich en Zug wordt in dienst genomen, net als de spoorlijn van Zug naar Luzern.

### Juli
- 10 juli: In een kantonnaal referendum keurt de bevolking van Basel-Landschaft de oprichting goed van de Kantonnale Bank van Basel-Landschaft.
- 12 juli: Bij de Bondsraadsverkiezingen van 1864 wordt Jean-Jacques Challet-Venel uit het kanton Genève verkozen als opvolger van Giovanni Battista Pioda. Challet-Venel neemt het Departement van Financiën voor zijn rekening.

### Augustus
- 1 augustus: In Neuchâtel (kanton Neuchâtel) wordt het dagblad Union libérale voor het eerst uitgegeven.
- 8-22 augustus: In Genève vindt een internationaal congres plaats waarop 16 landen zijn vertegenwoordigd en dat leidt tot de ondertekening van de Eerste Conventie van Genève voor de verbetering van het lot van de gewonden bij de legers te velde.
- 17 augustus: In Sankt Gallen (kanton Sankt Gallen) gaan de federale gymnastiekfeesten van start.
- 22 augustus: Bij de schietpartij in Genève van 22 augustus 1864 komen vijf personen om het leven. Nadat de verkiezing van Arthur Chenevière in de Staatsraad van Genève ongeldig was verklaard, kwam het tot gewelddaden tussen zijn politieke voor- en tegenstanders.

### November
- 20 november: De in 1597 in Fribourg (kanton Fribourg) overleden geestelijke Petrus Canisius wordt door de paus zalig verklaard.

## Geboren
- 31 januari: Alois Maria Benziger, bisschop (overl. 1942)
- 29 februari: Adolf Wölfli, kunstenaar (overl. 1930)
- 3 april: Emil Kellenberger, schutter en olympisch kampioen (overl. 1943)
- 17 mei: Louis-Marcel Richardet, schutter en olympisch kampioen (overl. 1923)
- 1 juni: Albert Büchi, historicus (overl. 1930)
- 21 juni Heinrich Wölfflin, kunsthistoricus (overl. 1945)
- 7 oktober: Adèle Pestalozzi, onderwijzeres en feministe (overl. 1933)

## Overleden
- 17 maart: Alexandre Calame, kunstschilder (geb. 1810)
- 29 mei: Johann Georg Bodmer, uitvinder (geb. 1786)
- 21 juni: Xavier Stockmar, politicus (geb. 1797)
- 5 december: Nikolaus Benziger, uitgever en politicus (geb. 1808)

1848
· 1849
· 1850
· 1851
· 1852
· 1853
· 1854
· 1855
· 1856
· 1857
· 1858
· 1859
· 1860
· 1861
· 1862
· 1863
· 1864
· 1865
· 1866
· 1867
· 1868
· 1869
· 1870
· 1871
· 1872
· 1873
· 1874
· 1875
· 1876
· 1877
· 1878
· 1879
· 1880
· 1881
· 1882
· 1883
· 1884
· 1885
· 1886
· 1887
· 1888
· 1889
· 1890
· 1891
· 1892
· 1893
· 1894
· 1895
· 1896
· 1897
· 1898
· 1899
· 1900
· 1901
· 1902
· 1903
· 1904
· 1905
· 1906
· 1907
· 1908
· 1909
· 1910
· 1911
· 1912
· 1913
· 1914
· 1915
· 1916
· 1917
· 1918
· 1919
· 1920
· 1921
· 1922
· 1923
· 1924
· 1925
· 1926
· 1927
· 1928
· 1929
· 1930
· 1931
· 1932
· 1933
· 1934
· 1935
· 1936
· 1937
· 1938
· 1939
· 1940
· 1941
· 1942
· 1943
· 1944
· 1945
· 1946
· 1947
· 1948
· 1949
· 1950
· 1951
· 1952
· 1953
· 1954
· 1955
· 1956
· 1957
· 1958
· 1959
· 1960
· 1961
· 1962
· 1963
· 1964
· 1965
· 1966
· 1967
· 1968
· 1969
· 1970
· 1971
· 1972
· 1973
· 1974
· 1975
· 1976
· 1977
· 1978
· 1979
· 1980
· 1981
· 1982
· 1983
· 1984
· 1985
· 1986
· 1987
· 1988
· 1989
· 1990
· 1991
· 1992
· 1993
· 1994
· 1995
· 1996
· 1997
· 1998
· 1999
· 2000
· 2001
· 2002
· 2003
· 2004
· 2005
· 2006
· 2007
· 2008
· 2009
· 2010
· 2011
· 2012
· 2013
· 2014
· 2015
· 2016
· 2017
· 2018
· 2019
· 2020
· 2021
· 2022
· 2023